# Pielęgniczka dwupasa
Pielęgniczka dwupasa, pielęgniczka dwupręga (Apistogramma bitaeniata) – gatunek słodkowodnej ryby okoniokształtnej z rodziny pielęgnicowatych (Cichlidae). Hodowana w akwariach.

## Występowanie
Dorzecze Amazonki.

## Opis
Osiągają długość do 7 cm. Tworzą grupy haremowe. W akwariach potrzebują wielu kryjówek, jam i korzeni. Opiekę nad potomstwem podejmuje samica, samiec pilnuje obranego terytorium. 

## Warunki w akwarium
| Zalecane warunki w akwarium | Zalecane warunki w akwarium |
| --------------------------- | --------------------------- |
| Zbiornik                    | duży                        |
| Temperatura wody            | 23–27 °C                    |
| Twardość wody               | miękka 1–10°n               |
| Skala pH                    | 5,8–7,0                     |
| Pokarm                      | żywy, mrożony               |